# Daktil (luna)
(243) Ida I Daktil (mednarodno ime je (243) Ida I Dactyl) je majhna luna asteroida 243 Ida. Posnela ga je vesoljska sonda Galileo 28. avgusta 1993. Na posnetkih pa ga je odkrila Ann Harch 17. februarja 1994. Luna je dobila začasno ime S/1993 (243) 1. Pozneje je dobila ime po mitoloških bitjih daktilih iz grške mitologije. Daktili so živeli na gori Ida (znani sta dve gori Ida, ena je na Kreti, druga v Turčiji). Beseda daktil pomeni v grščini prst.

## Lastnosti
Luna Daktil obkroži asteroid Ida v 1,54 dneh na povprečni razdalji 108 km. Njena tirnica je nagnjena za 9° proti ekvatorju Ide. Tirnica ni popolnoma natančno določena, ker se je v času snemanja sonda Galileo slučajno gibala zelo blizu ravnine tirnice. 
Premer Daktila je samo 1,4 km. Nekateri trdijo, da je Daktil nastal ob trku neznanega telesa z asteroidom Ida. Drugi pa zagovarjajo hipotezo, da je Daktil nastal skupaj z Ido pred vsaj milijardo leti, ko je starševsko telo razpadlo. Po odkritju lune Daktil je pri astronomih obveljalo načelo, da so lune asteroidov nekaj povsem običajnega.
Daktil ima močnejšo absorbcijo blizu  infrardečega dela spektra kot osrednje telo. Luna nima enakega spektra kot Ida v nobenem delu površine (glej sliko). Ima pa podobno odbojnost in splošne značilnosti. To daje slutiti, da je sestavljena iz podobnega materiala kot Ida. Nadaljnje raziskave bodo pokazale, če so Ida, njena luna (več lun ?) in nekaj ostalih asteroidov bili v preteklosti segreti in razslojeni oziroma ali so sestavljeni iz popolnoma nespremenjenih preprostih hondritnih snovi.